# Radio Sonder Grense
Radio Sonder Grense (« radio sans frontières » en afrikaans), en abrégé RSG, est une station de radio appartenant à la compagnie de radio et télédiffusion nationale sud-africaine, la SABC.
Cette station émettant uniquement en afrikaans est diffusée en FM et ondes courtes sur l'ensemble du territoire sud-africain, ainsi que dans le reste du monde par internet.
Sa programmation en fait un média généraliste : elle mêle ainsi de la musique traditionnelle ou internationale - à travers des émissions telles que « Musiek op RSG » (musique sur RSG) aux émissions de plateau ou aux bulletins d'information (« Nuus »). 
Le matin, l'antenne est ouverte par une émission mêlant informations pratiques, chroniques et musique : « Goeiemôre  » (Bonjour, en afrikaans)
La programmation musicale de RSG, axée principalement sur la pop et le rock, est constituée de 60 % de musique anglophone, les 40 % restants étant dévolus aux groupes de musique afrikaner.
Le cœur de cible de la station est la tranche d'âge 35-49 ans ; elle est également assez bien suivie par les tranches d'âge 16-24 ans et les plus de 50 ans.